# Suarius trilineatus
Suarius trilineatus är en insektsart som beskrevs av X.-k. Yang 1991. Suarius trilineatus ingår i släktet Suarius och familjen guldögonsländor. Inga underarter finns listade i Catalogue of Life.